# Abadía de San Miguel de Farnborough
.

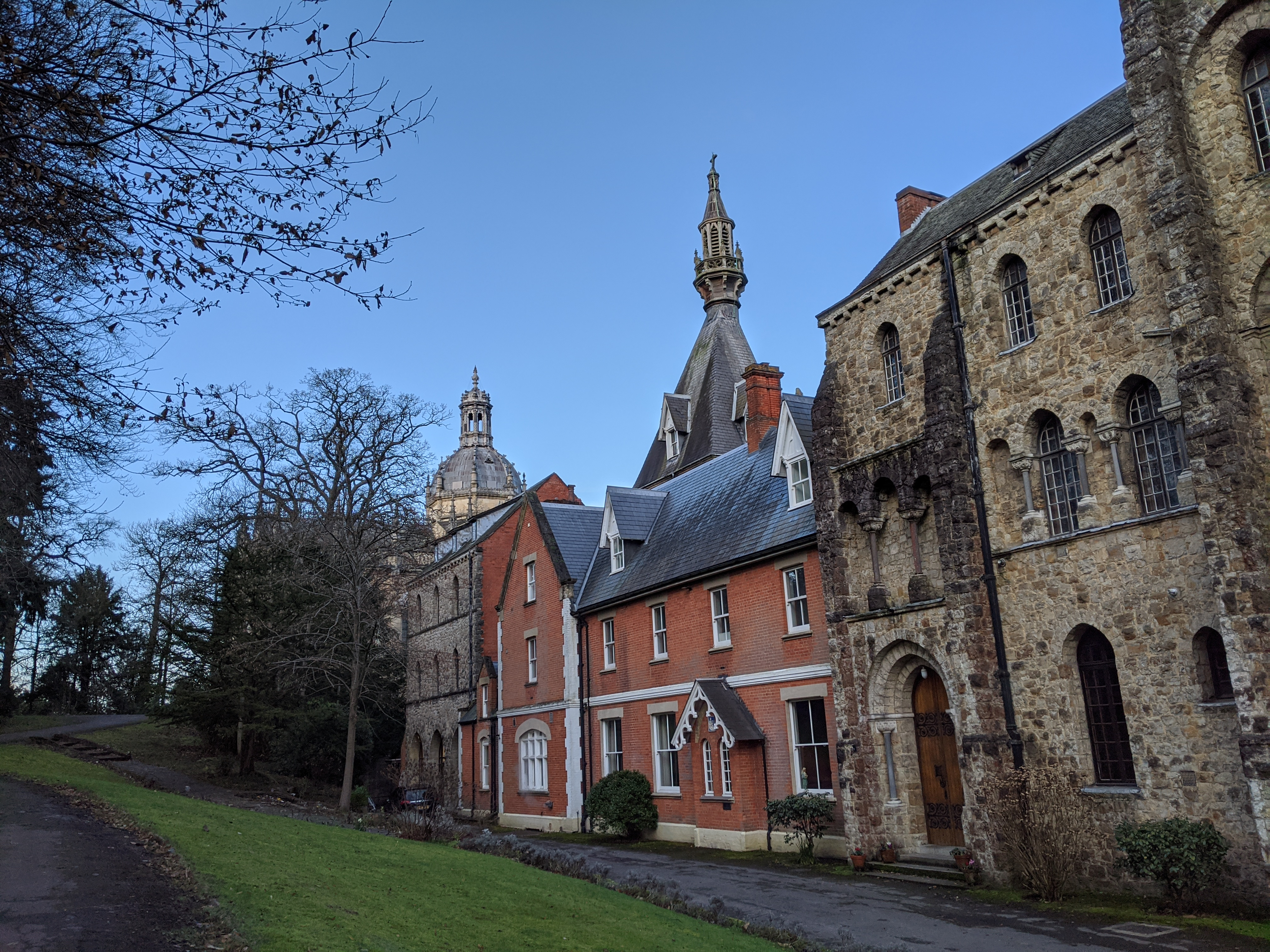
La abadía de San Miguel en Farnborough

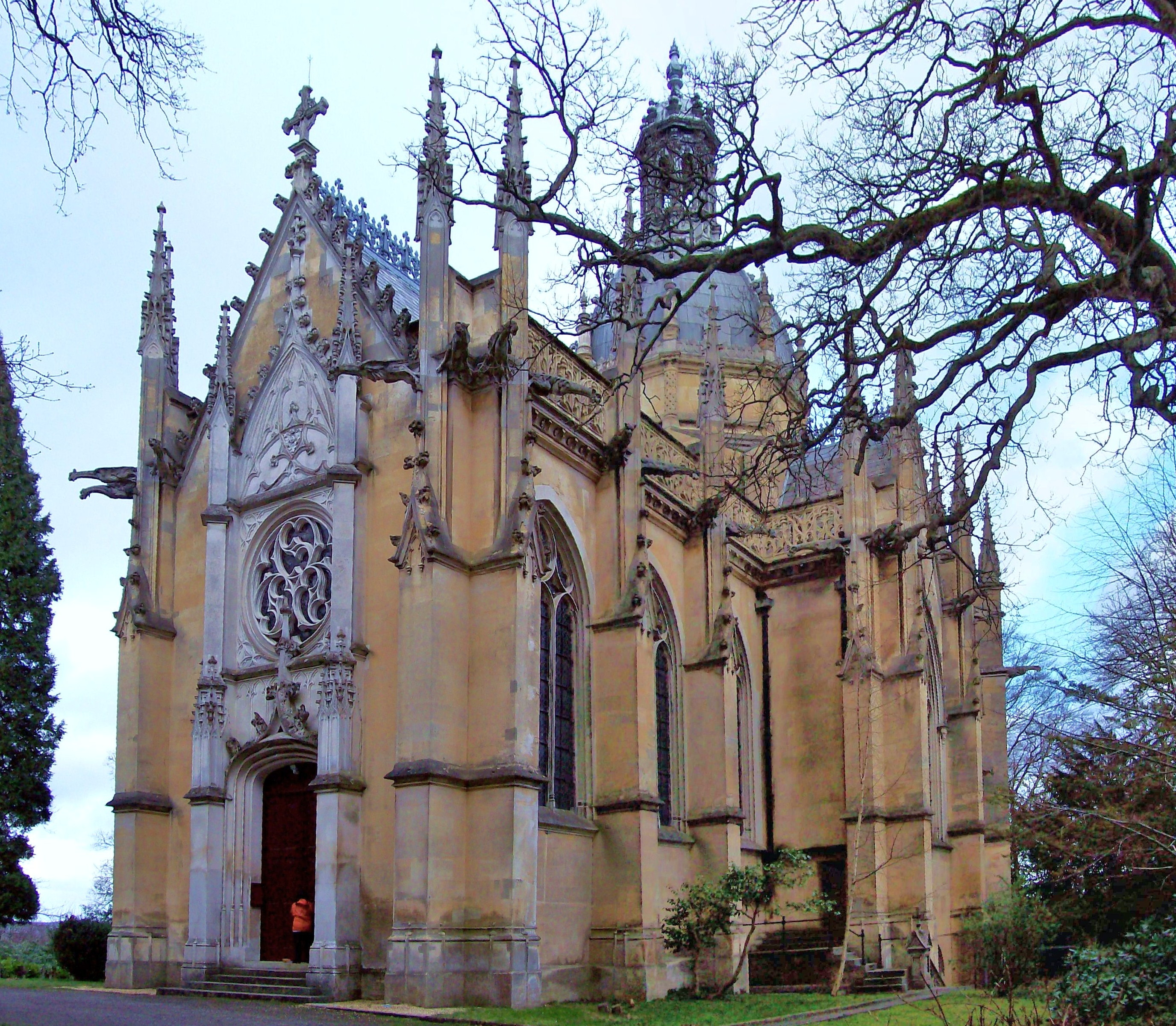
Iglesia de la abadía de San Miguel

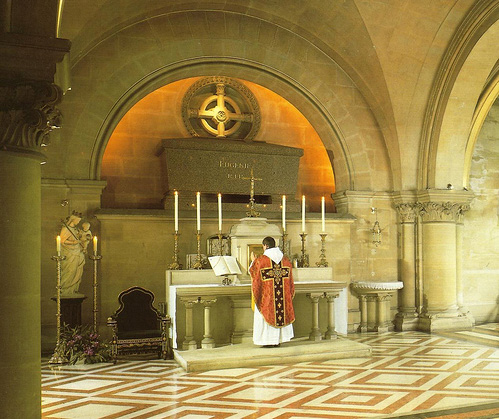
Tumba de la emperatriz Eugenia

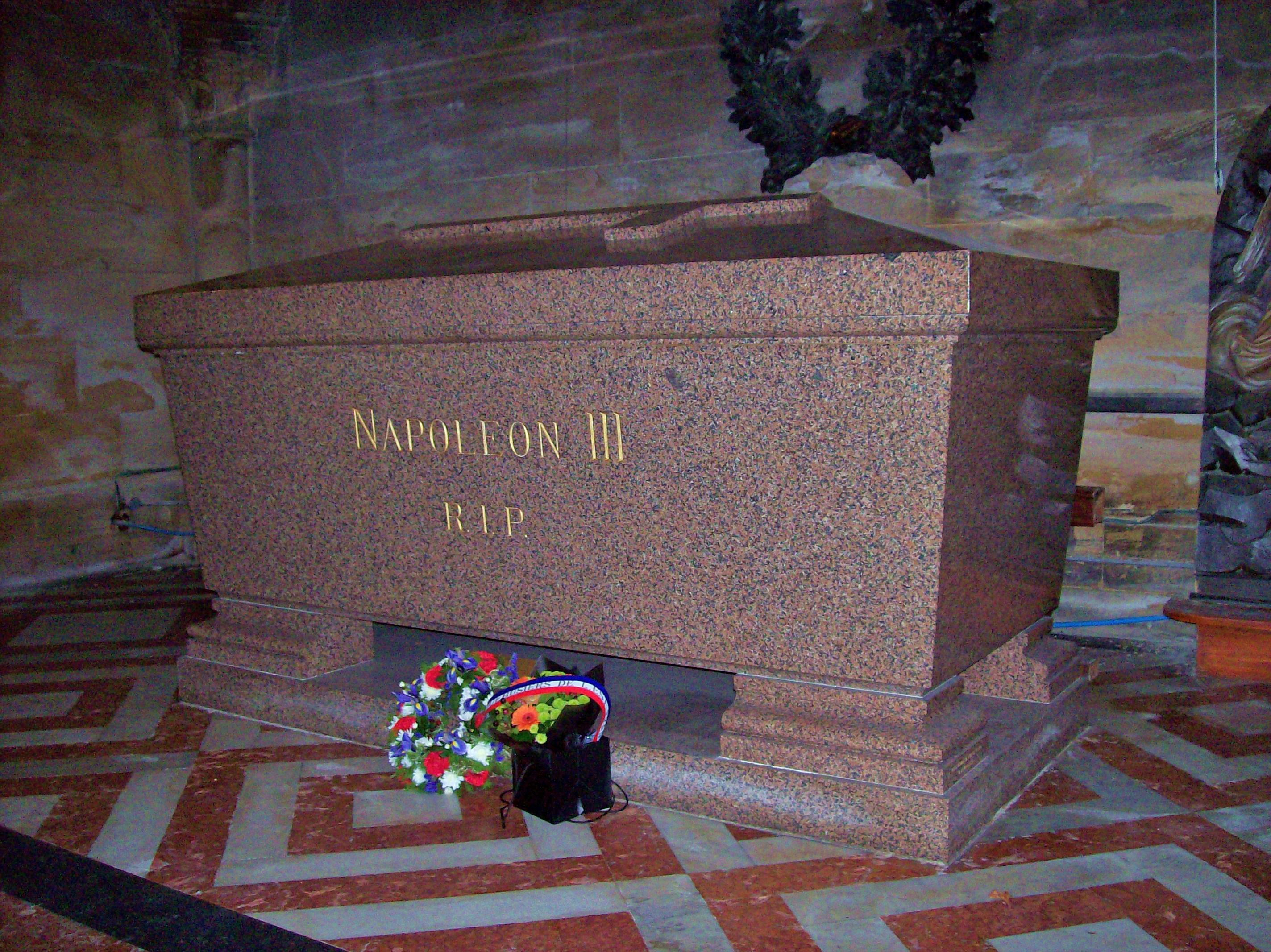
Tumba del emperador Napoleón III

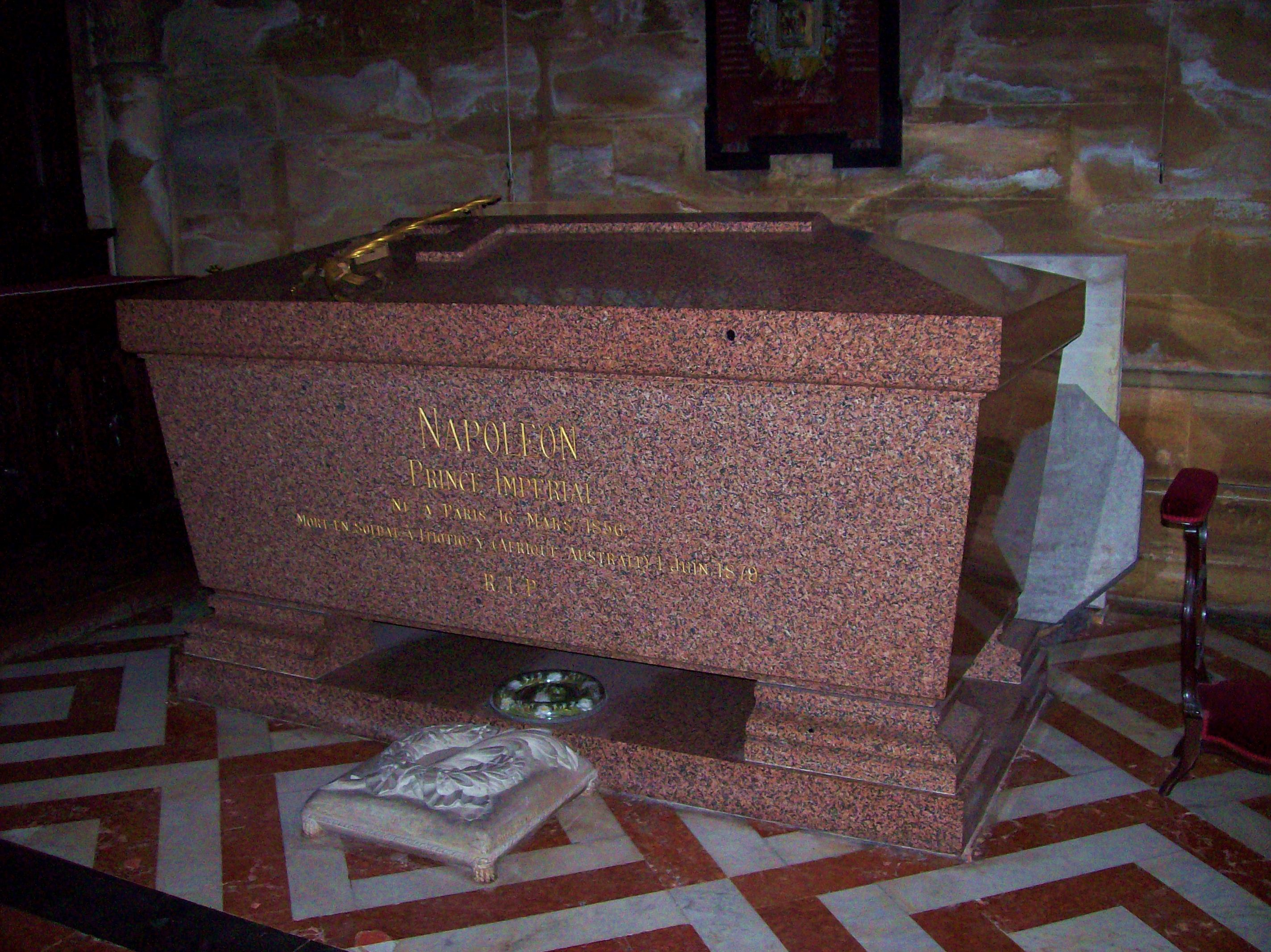
Tumba del Principe imperial Luis-Napoleón Bonaparte (1856-1879)

La Abadía de San Miguel (St Michael's Abbey, Farnborough) es un monasterio benedictino fundado en 1881 en Farnborough, al sur de Inglaterra, por la emperatriz Eugenia. La comunidad es célebre ha ganado fama por su textos cultos y por su tradición musical en el canto gregoriano. La arquitectura de la abadía es de estilo neo-gótico flamígero.
También alberga el Santuario Nacional dedicado a San José desde 2008, título otorgado por la Conferencia Episcopal de Inglaterra y Gales después de que la estatua y los altares del colegio de San José en Mil Hill (Londres) fueran trasladados debido a la venta de los edificios.

## Historia
Creados por la emperatriz Eugenia (1826-1920) para albergar el mausoleo de su marido Napoleón III (1808-1873) y de su hijo, el Príncipe Imperial (1856-1879, muerto en Sudáfrica cuando combatía, con uniforme británico, a los zulúes), cuyos cuerpos reposan en la cripta junto al suyo. La iglesia y el monasterio construidos en 1881 fueron administrados inicialmente según las reglas de los premostratenses. En 1895, la ex-emperatriz sustituyó a los monjes mostenses por los benedictinos franceses procedentes de la abadía de Solesmes.
Originalmente priorato, el monasterio de San Miguel de Farnborough se convirtió en abadía en 1903, asumiendo el título de la antigua abadía del Monte Saint-Michel, desaparecida en 1791 por la revolución francesa.
La abadía, situada al norte de Farnborough, donde vivió la antigua Emperatriz (Farnborough Hill) y poseyó varias casas, entre ellas Empress Cottage, destaca por la excepcional calidad de su liturgia, cantada en latín y gregoriano, y por sus obras literarias. La comunidad monástica se redujo bastante en la década de 1940 así que en 1947 acogió a un pequeño grupo de monjes ingleses procedentes de la abadía de Prinknash.
De nuevo priorato, el monasterio, con sus ocho monjes, fue después de 1947 parte de la provincia inglesa de la congregación de Subiaco (confederación benedictina). El último religioso francés, Dom Zerr, murió en Farnborough en 1956. 
Tras la restauración del título abacial en 2006, la comunidad eligió al primer abad inglés de Farnborough, el T.R.P. Dom Cuthbert Brogan.
La iglesia abacial fue construida en estilo gótico flamígero por el arquitecto francés Hippolyte Destailleur. Desde principios del siglo XX, el abad benedictino de Farnborough ostenta el título de Padre Abad de la Abadía del Monte Saint-Michel. En ese momento, el obispo de Coutances y Avranches obtuvo un rescripto con fecha de 6 de diciembre de 1917 por el que se autorizaba el restablecimiento de la vida monástica en el Monte tan pronto como las circunstancias lo permitieran, y mientras tanto el abad de Farnborough fue nombrado administrador apostólico, con derecho a añadir a su propio título el de abad del Monte Saint-Michel, para recompensar a la abadía de Farnborough por los servicios prestados por algunos de sus monjes (benedictinos franceses de la abadía de Saint-Pierre de Solesmes en el exilio). La carta de concesión estipula que el padre abad ostentará este título hasta que una nueva comunidad benedictina se instale en el Monte y vuelva a elegir a un nuevo padre abad, lo que aún no ha sucedido pero sigue siendo válido.

### La cuestión de la vuelta a Francia de los restos de Napoleón III
Desde finales del siglo XX y la mejora de la imagen de Napoleón III en Francia, diversas personalidades políticas, entre ellas Philippe Séguin, Christian Estrosi y Marine Le Pen, han reclamado la repatriación de sus restos a Francia, demanda de la que se han hecho eco los medios pero que no han contado con la aprobación de los descendientes de la familia imperial, ni han sido apoyada ni valorada por el Estado francés. El abate Cuthbert ironizó sobre la situación diciendo: «Casi cada 15 años, por razones que desconocemos, hay un plan para devolver las cenizas de Napoleón III a su país».

## Santuario Nacional de San José

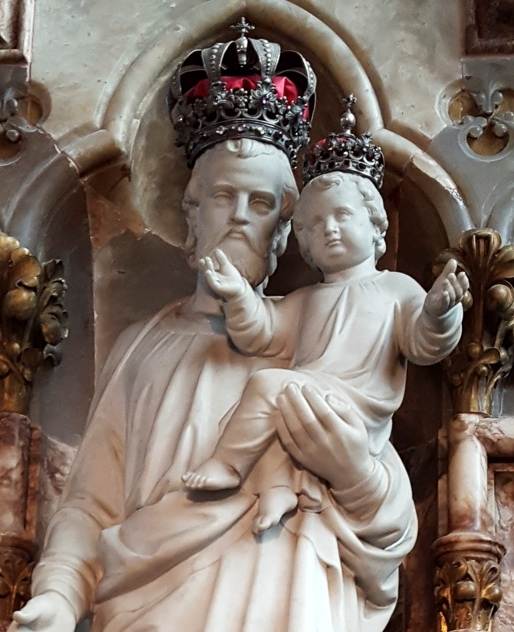
La estatua de San José fue coronada canónicamente por el Papa Pío IX, el 13 de abril de 1874.

El Santuario Nacional de San José en la Abadía de San Miguel está custodiado por los monjes de Farnborough. Una estatua de San José, situada en una capilla lateral a la derecha del altar mayor de la iglesia del monasterio, perteneció inicialmente a los Padres de Mill Hill, fundados por Herbert Vaughan en 1866. A petición de Vaughan, el Papa Pío IX concedió una coronación canónica para la estatua, realizada por el cardenal Henry Manning con motivo de la dedicación de la capilla del colegio de San José el 13 de abril de 1874.
El Instituto Misionero de Londres se creó a finales de la década de 1960 para consolidar las instalaciones de formación de las distintas sociedades misioneras de Gran Bretaña. El colegio de San José (St Joseph's College) cerró en 2006. Posteriormente, la propiedad se vendió y la Sociedad se trasladó a Maidenhead. La abadía de Farnborough aceptó recibir la estatua y los altares del santuario, y en 2008 se erigió el actual santuario nacional (Una segunda estatua de San José, que antes se encontraba a la entrada de la propiedad de Mill Hill, fue enviada al santuario de Nuestra Señora de Walsingham).

## El Órgano de la iglesia
La iglesia alberga un órgano obra del célebre diseñador y fabricante Aristide Cavaillé-Coll que se acciona de forma totalmente mecánica. Fue construido hacia 1888 para un destino inicial que se desconoce. Fallecido Cavaillé-Coll en 1899 y por iniciativa del abad Cabrol, se trajo de Francia y se instaló en la iglesia en 1904. Aunque en cierta placa se registró «A. Cavaillé-Coll à Paris», este instrumento, fue instalado in situ por su sucesor, Charles Mutin, y estrenado el día de Pascua de 1905. En el año 2000 se procedió a su restauración por la Johannes Klais Orgelbau.